# Michał Radgowski
Michał Ludwik Radgowski (ur. 25 sierpnia 1929 w Rawie Mazowieckiej, zm. 22 lipca 2013) – polski dziennikarz, publicysta.

## Życiorys
Urodził się w rodzinie sędziego Sądu Okręgowego w Warszawie. W pierwszej połowie lat 50. ukończył filozofię na Uniwersytecie Warszawskim, został adiunktem. W latach 1951–1981 należał do PZPR. 
Był jednym z twórców i wieloletnim zastępcą redaktora naczelnego „Polityki”, w której pracował od 1957, i której był stałym felietonistą. W 1981 r. wraz z grupą dziennikarzy odszedł z redakcji „Polityki” na znak protestu przeciwko wprowadzeniu stanu wojennego. Następnie pisał felietony do kilku gazet i czasopism, m.in. „Rzeczpospolitej” i „Kobiety i Życia”.
W latach 60. i 70. ukazało się kilkanaście zbiorów jego felietonów. Swoje felietony, wydane później w zbiorze Biuro rzeczy chorych; felietony z lat 1982–86, drukował również w miesięczniku „Dialog”.
Był członkiem Stowarzyszenia Autorów ZAiKS, w latach 1993–2009 członkiem Rady Stowarzyszenia.
Zmarł 22 lipca 2013 r., pochowany 26 lipca 2013 r. na cmentarzu Powązkowskim.

## Publikacje
- Nieśmiali żyją krócej (1967) Czytelnik
- Gafa za gafą (1971) Czytelnik
- Najważniejszy jest spokój (1973) Czytelnik
- Święty Mikołaj, który przyszedł latem (1975) Czytelnik
- Zając transferowy (1977) Czytelnik
- Jaki jest cel spadania (1981) Wydawnictwo Literackie
- „Polityka” i jej czasy. Kronika lat 1957–1980 (1981) Iskry
- Znać życie (1982) Czytelnik
- Biuro rzeczy chorych (1988) Iskry
- Kto winien? Wybór felietonów polskich (1994) Wydawnictwo „Graf-Punkt”

## Ordery i odznaczenia
- Krzyż Oficerski Orderu Odrodzenia Polski[5]
- Krzyż Kawalerski Orderu Odrodzenia Polski[5]
- Medal ZAiKS-u (1993)[6]